# Simon Ockley
Simon Ockley (1678 à Exeter, Angleterre - 9 août 1720 à Swavesey, Angleterre) est un orientaliste et traducteur britannique.

## Biographie
Ockley naît à Exeter, Angleterre, en 1678. Il suit une formation au Queens' College à Cambridge, où il obtient son BA en 1697, son MA en 1701 et son BD en 1710. Il est ensuite nommé fellow du Jesus College de Cambridge et vicaire de Swavesey, un village dans le Cambridgeshire en Angleterre. En 1711, il occupe la chaire Adams Professor of Arabic de l'université de Cambridge.
Il a élevé une famille nombreuse. Ses derniers jours sont assombris par des problèmes financiers récurrents. En 1717, il purge une peine de prison pour dette au Cambridge Castle (en), d'où il rédige la préface du second volume de son History of the Saracens.
Il meurt à Swavesey.
Ockley a maintenu que la connaissance de la littérature orientale est essentielle à la compréhension de la théologie.

## Œuvres
Introductio ad linguas orientales (Introduction aux langues orientales), publié en 1706, est son premier ouvrage.
The History of the Saracens, en deux volumes publiés de 1708 à 1718 et un troisième publié après sa mort, est son œuvre majeure. Elle jouit d'une bonne réputation pendant plusieurs années, mais Ockley s'est appuyé sur le Futúh  al-Shám du pseudo-Al-Waqidi, qui ressemble plutôt à un roman historique. On doit d'autres traductions à Ockley :
- History of the Present Jews throughout the World, une traduction d'un ouvrage de Léon de Modène publiée en 1707,
- The Improvement of Human Reason, exhibited in the Life of Hai Ebn Yokdhan, une traduction publiée en 1708, cette fois-ci du roman philosophique Hayy ibn Yaqdhan rédigé au XIIe siècle par Ibn Tufayl,
- Second Book of Esdras, une traduction de l'arabe
- Sentences of Ali son-in-law of Mahomet, and his fourth successor (1717), traduit d'un manuscrit en arabe.